# Meriola mauryi
Espèce
Meriola mauryi est une espèce d'araignées aranéomorphes de la famille des Trachelidae.

## Distribution
Cette espèce se rencontre en Argentine dans les provinces de Buenos Aires, de Santa Fe et de Misiones et au Brésil dans le District fédéral et au Rio Grande do Sul,.

## Description
Le mâle holotype mesure 2,52 mm et la femelle 2,82 mm.

## Étymologie
Cette espèce est nommée en l'honneur d'Emilio Antonio Maury.

## Publication originale
- Platnick & Ewing, 1995 : « A revision of the tracheline spiders (Araneae, Corinnidae) of southern South America. » American Museum Novitates, no 3128, p. 1-41 (texte intégral).